# Shakespears Sister
Shakespears Sister (początkowo Shakespear’s Sister) – zespół założony przez byłą wokalistkę i autorkę tekstów Bananaramy Siobhan Fahey oraz Marcellę Detroit.

## Nazwa
Nazwa zespołu pochodzi od piosenki The Smiths, której tytuł został zaczerpnięty z eseju autorstwa Virginii Woolf, gdzie pisarka dowodzi, że gdyby William Shakespeare miał siostrę równie wybitną jak on, to w tamtych czasach nie miałaby ona szansy na pokazanie swojego talentu.
Litera „e” z nazwiska Szekspira w nazwie zespołu zanikła w wyniku najpopularniejszego błędu w angielskiej pisowni nazwiska dramaturga, jaki popełnił przyjaciel Siobhan podczas wykonywania logo zespołu w drzeworycie. Na okładce pierwszego albumu Sacred Heart widoczny jest apostrof (Shakespear’s Sister), ale zaniedbania spowodowały, że i on zniknął z nazwy zespołu.

## Historia
Grupa powstała w 1988 roku, niedługo po odejściu Siobhan Fahey z Bananaramy. Zespół wydał dwa albumy Sacred Heart i Hormonally Yours.
Najbardziej znanym utworem jest Stay, który zajął pierwsze miejsce na liście przebojów w Wielkiej Brytanii (8 tygodni na pierwszym miejscu) i w Irlandii. Singel ten był najwyżej notowaną nowością w Wielkiej Brytanii w historii zespołu i zarazem jedynym utworem, który znalazł się w pierwszej piątce listy przebojów na wyspach. Podobnie w USA – Stay był największym hitem, osiągając czwarte miejsce na liście Billboard Hot 100 w 1992.
W Polsce utwór znajdował się przez 10 tygodni na Liście przebojów Trójki.
Futurystyczny teledysk do Stay był wielkim, choć nieco kontrowersyjnym hitem. W klipie tym Fahey jest ukazana jako śmierć i walczy z Detroit o los jej umierającego ukochanego. Teledysk jest alegorią jej własnych przeżyć związanych z życiem i śmiercią. Mimo że klip nakręcono wyraźnie w stylu science fiction, został zakazany w Niemczech, ponieważ był on postrzegany jako opis czarów i wskrzeszania zmarłego. Jednak zakaz ten tylko zwiększył zainteresowanie utworem.
Po trwającej cały rok 1992 światowej trasie koncertowej Fahey odwołała koncerty w Europie z powodu fizycznego i emocjonalnego wycieńczenia. W efekcie artystka wkrótce znalazła się na oddziale psychiatrycznym z poważną depresją.
W 1993 Shakespears Sister był nominowany do nagród Brit Awards w kategorii: Najlepsza Grupa, Najlepszy ALbum, Najlepszy Teledysk, Najlepszy Singel i Najlepsza Wokalistka (mimo że Siobhan jest Irlandką). Jednak zespół otrzymał nagrodę tylko w jednej kategorii – Najlepszy Teledysk za Stay, wybraną przez brytyjską publiczność.
W 1993 jako singel został wydany jeden z ulubionych utworów Fahey na płycie Hormonally Yours – My 16th Apology. Piosenka nie weszła na listę UK top 40. Wkrótce, podczas rozdania Ivor Novello Awards, Fahey ogłosiła rozstanie się z Detroit.
Po rozstaniu Fahey tworzyła sama pod szyldem Shakespears Sister. W 1994 nagrała utwór na soundtrack do filmu „Flintstonowie” – Prehistoric Daze oraz Waiting do filmu „Shopping” z Sadie Frost i Jude Law.
W 1996 Fahey (jako Shakespears Sister) wróciła z singlem I Can Drive. Utwór wybrany został przez wytwórnię płytową zamiast faworyta artystki Do I Scare You. I Can Drive trafił na 30. miejsce. W efekcie London Records odmówiło wydania płyty. Fahey odeszła z wytwórni, nie wydając albumu. W tym samym roku rozwiodła się z Dave’em Stewartem po 9 latach małżeństwa.
W 2003 odzyskała nagrania z sesji z London Records. W 2004 roku wydała album #3 nagrany w latach 1995–1997 we własnej wytwórni SF Records.
Pod koniec 2004 została wydana składanka CD/DVD The Best of Shakespears Sister zawierająca wszystkie single i teledyski grupy oraz utwory nagrane na #3. W 2005 wydano kompilację Long Live the Queens!, na której znalazły się remiksy oraz b-side’y.
W wielu utworach Shakespears Sister powracał temat rozstania i winy (You're History, Goodbye Cruel World, You Made Me Come to This, I Don't Care). Członkinie Bananaramy – Sara Dallin i Keren Woodward, podczas wywiadów zaprzeczyły, że powyższe utwory dotyczą ich samych.

## Dyskografia

### Albumy
| Rok  | Album                          | UK | USA | Australia | Dodatkowe informacje |
| ---- | ------------------------------ | -- | --- | --------- | --- |
| 1989 | Sacred Heart                   | 9  | -   | 22        | Debiutancki album z kilkoma różnicami pomiędzy wydaniem europejskim i amerykańskim |
| 1992 | Hormonally Yours               | 3  | 56  | 20        | Dwa wydania: pierwsze w 1992 roku z oryginalnymi wersjami piosenek i drugie w 1993 z wersjami singlowymi utworów Goodbye Cruel World, I Don't Care oraz Hello. Drugie wydanie zawiera też nową wersję Are We In Love Yet?, natomiast wersja singla Stay nie została zamieszczona na krążku. |
| 2004 | #3                             | -  | -   | -         | Siobhan Fahey (bez Marcelli Detroit), nagrany w 1995-1996 i wydany niezależnie w 2004 |
| 2004 | The Best of Shakespears Sister | -  | -   | -         | Kompilacja CD/DVD zawierająca wszystkie klipy grupy, z wyjątkiem Sacred Heart |
| 2005 | Long Live the Queens!          | -  | -   | -         | Kompilacja zawierająca B-side'y i remiksy |

### Single
| Rok  | Utwór                                 | UK Singles Chart | Billboard Hot 100 | Australia | Nowa Zelandia | Album            |
| ---- | ------------------------------------- | ---------------- | ----------------- | --------- | ------------- | ---------------- |
| 1988 | Break My Heart (You Really) / Heroine | -                | -                 | -         | -             | Sacred Heart     |
| 1989 | Heroine (USA i Kanada)                | -                | -                 | -         | -             | Sacred Heart     |
| 1989 | You're History                        | 7                | -                 | 20        | 28            | Sacred Heart     |
| 1989 | Run Silent                            | 54               | -                 | 47        | -             | Sacred Heart     |
| 1990 | Dirty Mind                            | 71               | -                 | 65        | -             | Sacred Heart     |
| 1991 | Goodbye Cruel World                   | 59               | -                 | -         | -             | Hormonally Yours |
| 1992 | Stay                                  | 1                | 4                 | 3         | 5             | Hormonally Yours |
| 1992 | I Don't Care                          | 7                | 55                | 18        | 11            | Hormonally Yours |
| 1992 | Goodbye Cruel World (drugie wydanie)  | 32               | -                 | -         | -             | Hormonally Yours |
| 1992 | Hello (Turn Your Radio On)            | 14               | -                 | 97        | 43            | Hormonally Yours |
| 1993 | My 16th Apology                       | 61               | -                 | -         | -             | Hormonally Yours |
| 1996 | I Can Drive                           | 30               | -                 | -         | -             | #3               |

### Teledyski
- Break My Heart (1988)
- Heroine (1988)
- Sacred Heart (1988)
- You're History (1989)
- Run Silent (1989)
- Dirty Mind (1990)
- Goodbye Cruel World (1991)
- Stay (1992)
- I Don't Care (1992)
- Catwoman (1992)
- Hello (Turn Your Radio On) (1992)
- My 16th Apology (1993)
- I Can Drive (1996)